# PZL-104 Wilga
ПЗЛ-104 «Вильга» (пол. PZL-104 Wilga, «Иволга») — польский лёгкий учебно-спортивный самолёт. 
Спроектирован и производился компанией PZL.

## Описание самолёта
По схеме самолёт представляет собой цельнометаллический свободнонесущий моноплан с высоким расположением крыла и неубирающимся шасси. Фюзеляж выполнен по схеме полумонокок, в его носовой части сделаны большие вырезы для остекления, занимающие значительную площадь, и двух больших дверей, обеспечивающих простой доступ в кабину и несложное покидание самолёта спортсменами-парашютистами. Крыло однолонжеронное, в сочетании с обшивкой носка крыла лонжерон образует мощный кессон, воспринимающий все виды аэродинамических нагрузок. В корневой части крыльевого кессона размещены топливные баки общей ёмкостью 190 литров. Крыло имеет мощную механизацию, состоящую из щелевого закрылка, зависающего элерона и фиксированного предкрылка, что обеспечивает хорошие взлётно-посадочные характеристики. Шасси самолёта — трёхопорное, с хвостовой опорой, подвеска колёс — рычажная. Вильга-35 имеет спаренное управление, что позволяет использовать его в качестве УТС. Самолёты, поставляемые в СССР, снабжались специальным замком для буксировки планёров.

## Эксплуатация
В СССР Вильга-35 активно использовался в ДОСААФ, для буксировки планёров. В 1983 году на этом типе самолёта польские пилоты завоевали первое место на чемпионате мира по воздушному ориентированию.

## Лётно-технические характеристики
| Экипаж                               | 1 чел.       |
| Максимальная скорость                | 210 км/ч     |
| Практический потолок                 | 4000 м.      |
| Дальность полёта                     | 680 км       |
| Двигатель                            | АИ-14        |
| Мощность                             | 260 л. с.    |
| Масса пустого                        | 900 кг       |
| Взлётная масса                       | 1300 кг      |
| Длина самолёта                       | 8,1 м        |
| Размах крыла                         | 11,12 м      |
| Высота (с учётом антенны)            | 2,96 м       |
| Средняя аэродинамическая хорда крыла | 1,4 м        |
| Размах горизонтального оперения      | 3,7 м        |
| Колея шасси                          | 2,85 м       |
| База шасси                           | 6,52 м       |
| Колёса главных опор шасси            | 500 × 200 мм |
| Хвостовое колесо                     | 255 × 110 мм |

- Вильга-35 на аэродроме «Чемер». Украина, Черниговская область, 2008 год
- Тот же самолёт на аэродроме «Чемер». Украина, Черниговская область, ноябрь 2017 года